# Louis-Gustave Ricard
Louis-Gustave Ricard (Marsiglia, 1º settembre 1823 – Parigi, 23 gennaio 1873) è stato un pittore francese.

## Biografia
A Parigi entrò a diciotto anni nello studio di Léon Cogniet; ma l'impronta fondamentale la trasse dal confronto con i grandi maestri conservate al Louvre e nelle più illustri collezioni europee: in particolare la pittura veneziana, fiamminga e olandese. Sono celebri alcune sue copie, tra le quali la Betsabea di Rembrandt, del 1867, ora al Louvre.
Specializzato nel ritratto mondano e sensibile all'eleganza femminile, ha lasciato alcuni ritratti semplici e penetranti dei suoi amici pittori o dei personaggi celebri del suo tempo. Da questi dipinti traspare l'esempio dei grandi maestri che lo ispirarono, soprattutto dall'evidenza della sapienza tecnica, che si avvale di colori brillanti in composizioni austere. Le sue opere sono conservate nei musei di Bayonne, Lione, Marsiglia e Montpellier.

### Opere
- Emile Loubon, 1856, Marsiglia
- Chenavard, Marsiglia
- Papety, Marsiglia
- Ziem, Musée Granet, Aix-en-Provence
- Bruyas, Museo Fabre, Montpellier
- Paul de Musset, Louvre, Parigi
- Betsabea, Louvre, Parigi
- Madame de Calonne, Louvre, Parigi